# یواس‌اس مینوس (ای‌آرال-۱۴)
یواس‌اس مینوس (ای‌آرال-۱۴) (به انگلیسی: USS Minos (ARL-14)) یک کشتی بود که طول آن ۳۲۸ فوت (۱۰۰ متر) بود. این کشتی در سال ۱۹۴۴ ساخته شد.